# Mixtecapa
Mixtecapa es una localidad del estado mexicano de Guerrero. Es parte del municipio de San Luis Acatlán.

## Toponimia
El nombre «Mixtecapa» proviene de los términos en náhuatl: mixtécatl, pueblo mixteco; apan, río. Su significado es «río de los mixtecos».

## Demografía
| Gráfica de evolución demográfica |
|                                  |

| Censo | Población |
| ----- | --------- |
| 1940  | 702       |
| 1950  | 832       |
| 1960  | 1 147     |
| 1970  | 1 069     |
| 1980  | 933       |
| 1990  | —         |
| 2000  | 407       |
| 2010  | 693       |
| 2020  | 1 077     |